# Elasmoscelis guineensis
Elasmoscelis guineensis är en insektsart som beskrevs av Synave 1963. Elasmoscelis guineensis ingår i släktet Elasmoscelis och familjen Lophopidae. Inga underarter finns listade i Catalogue of Life.